# Radara prunescens
Radara prunescens är en fjärilsart som beskrevs av George Francis Hampson 1902. Radara prunescens ingår i släktet Radara och familjen nattflyn. Inga underarter finns listade.